# Nadine d’Arachart und Sarah Wedler

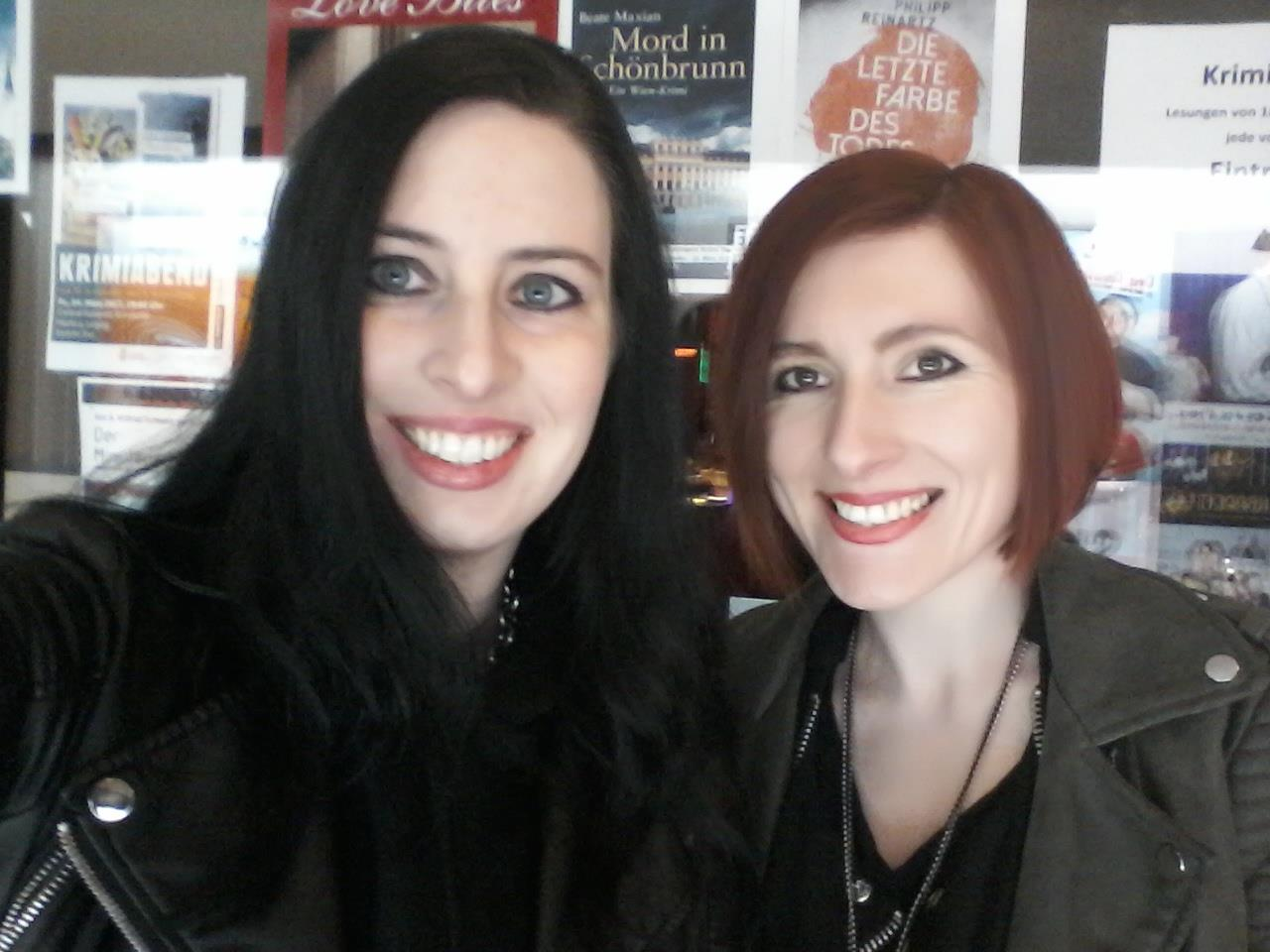
Nadine d'Arachart und Sarah Wedler auf der Leipziger Buchmesse 2017

Nadine d’Arachart und Sarah Wedler (* 1985 und 1986 in Hattingen) sind zwei deutsche Schriftstellerinnen.

## Leben
Nadine d’Arachart und Sarah Wedler sind zwei Autorinnen aus dem Ruhrgebiet. Ihre erste gemeinsame Geschichte entstand mit 12 Jahren. Später schrieben sie Drehbücher und Kurzgeschichten, mit denen sie einige Preise gewannen. Über einen Schreibwettbewerb wurde schließlich ein Wiener Verlag aufmerksam und schlug vor, einen eigenen Krimi zu schreiben. Ihr erstes Buch „Die Muse des Mörders“ entstand und wurde 2012 veröffentlicht. Wenig später wurden die Filmrechte des Romans an die österreichische Produktionsfirma MONA Film verkauft. Seit ihrem zweiten Buch „Nebelflut“ im Jahr 2013, schreiben sie hauptsächlich Thriller. 2014 erschien zudem noch eine Fantasy-Trilogie im Carlsen Verlag.

## Werke

### Romane
- 2012 „Die Muse des Mörders“, Roman, Labor Verlag (Wien)
- 2013 „Nebelflut“, Thriller, Telescope Verlag
- 2014 „Watcher – Ewige Jugend“, Dystopie/Fantasy, Carlsen Im.press
- 2014 „Cupid – Unendliche Nacht“, Dystopie/Fantasy, Carlsen Im.press
- 2014 „Abgründe“, Thriller, Telescope Verlag
- 2014 „Saviour – Absolute Erlösung“, Dystopie/Fantasy, Carlsen Im.press
- 2015 „Die Niemandsland-Trilogie“ (E-Box), Dystopie/Fantasy, Carlsen Im.press
- 2015 „Traust du dich?“, (E-Short), Jugendnovelle, Carlsen BitterSweets
- 2015 „M – Tödliche Gier“, Thriller
- 2015 „Der Schinder“, Thriller, Telescope Verlag
- 2016 „Der Scharfrichter“, Thriller, Telescope Verlag
- 2017 „Der Schleicher“, Thriller, Telescope Verlag
- 2018 „Ein Spiel für Gewinner“, Psychothriller, Telescope Verlag

### Kurzgeschichten
- 2013 „Linie 14, letzte Reihe, ich“, Kurzgeschichten, Projekt Verlag Bochum

## Auszeichnungen
- 2008 3. Platz beim Aachener Drehbuchpreis 2008, „Hate, Love, Football“
- 2009 Gewinner des IDEALE-Literaturpreises, „Fieberglut und kalte Asche“
- 2009 1. Platz / Jurypreis des Hattinger Literatur-Förderpreises, „Linie 14, letzte Reihe, Ich“
- 2009 2. Platz beim Green Me Story Wettbewerb im Rahmen der 59. Berlinale, „This City Kills“
- 2010 1. Platz Schreibwettbewerb dailydeal, „Im Geisterhaus“
- 2010 Shortlist, Platz 4 Schreibwettbewerb Buchjournal, „Damals Heute“
- 2010 1. Platz Schreibwettbewerb der VHS Iserlohn, „Tote Augenblicke“
- 2011 2. Platz beim Wettbewerb zum Thema Kinderarmut vom Custos-Verlag, „Heimlichkeiten“
- 2011 Finale des Open Mike 2011, „Wenn du es kommen siehst“
- 2011 Shortlist, erster deutscher E-Book-Preis, „Im Geisterhaus“
- 2011 3. Platz beim Schreibschon-Wettbewerb, „Versteinert“
- 2011 1. Platz beim Wettbewerb zum Thema Look into the Future, „Die Ruhe nach dem Sturm“
- 2011 1. Platz bei der Open-Wort-Lesung in der Mayerschen in Dortmund, „Zuhause“
- 2011 Shortlist des Wettbewerbs zum Thema Trinität, „Ameisen im Kopf“
- 2012 Förderpreis zum Literaturpreis Ruhr 2012, „Sonnenwende“
- 2012 2. Platz beim AstroArt-Literaturwettbewerb 2012, „Mary“
- 2012 1. Platz bei der Open-Wort-Lesung in der Mayerschen in Bochum, „Maschine“